# کادیس (کنتاکی)
کادیس (به انگلیسی: Cadiz) شهری در ایالت کنتاکی کشور ایالات متحده آمریکا است که جمعیت آن در سرشماری سال ۲۰۱۰ میلادی، ۲٬۵۵۸ نفر بوده‌است.